# Замок Хилтон
Замок Хилтон (англ. Hylton Castle) — средневековый замок в районе Норт-Хилтон, Сандерленд, Тайн-энд-Уир, Англия.

## История
Изначально деревянный замок, построенный семьёй Хилтон вскоре после нормандского завоевания Англии в 1066 году, был перестроен из камня в конце XIV — начале XV века. В XVIII веке интерьер и экстерьер замка был значительно изменён. Он оставался главной резиденцией Хилтонов до смерти последнего барона в 1746 году. Впоследствии замок отремонтировали в готическом стиле, но он оставался нежилым вплоть до 1812 года, когда его приобрёл местный бизнесмен. Через некоторое время замок снова опустел и не использовался до 1840-х годов. На протяжении нескольких лет здесь размещалась школа, а в 1862 году замок приобрёл полковник Уильям Бриггс (отец генерала Чарльза Джеймса Бриггса). В начале XX века собственность отошла местной угольной компании, а в 1950 году была передана государству.

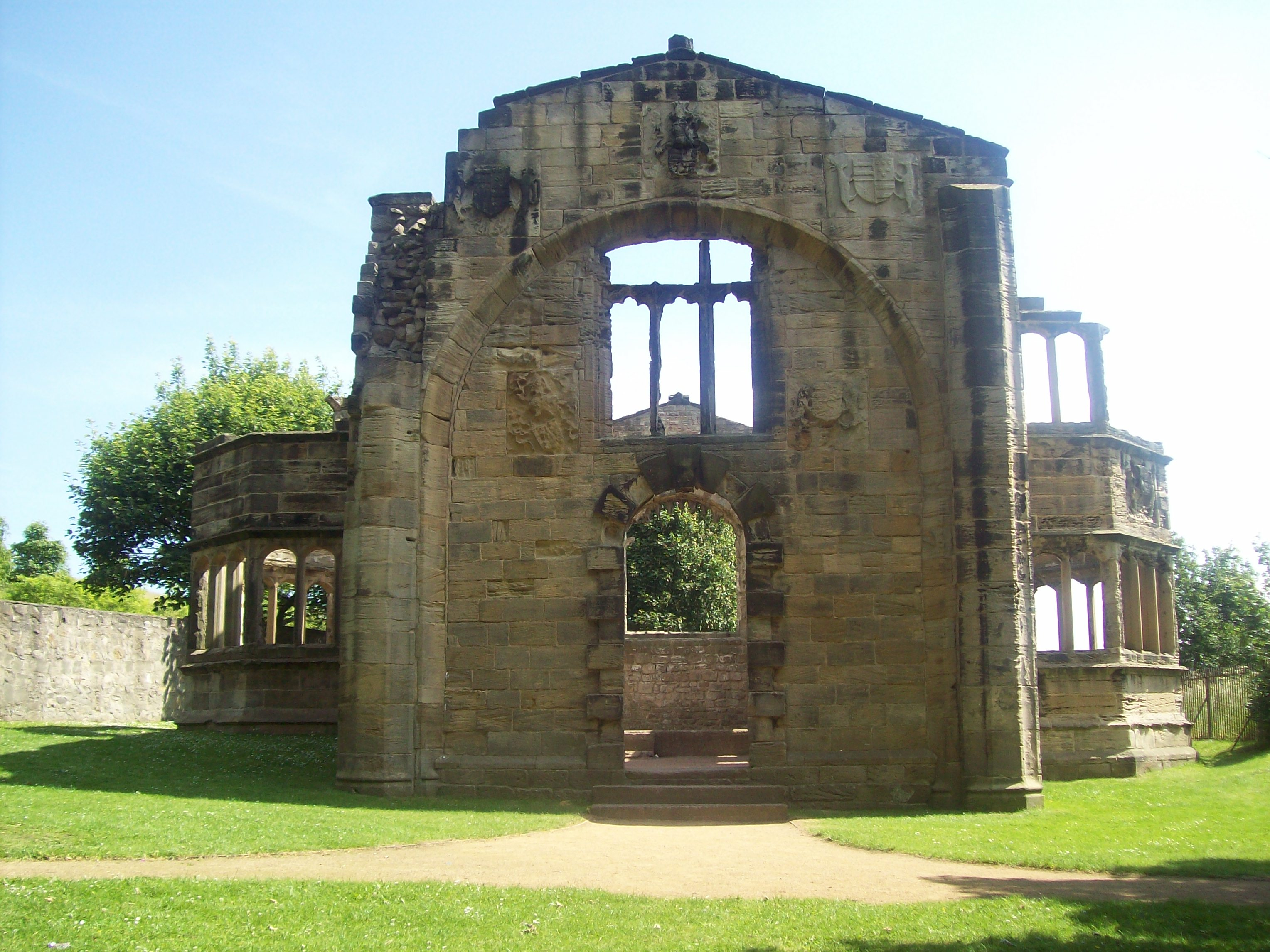
Часовня Святой Екатерины

Одной из главных особенностей замка является ряд геральдических знаков, которые расположены в основном на западном фасаде и сохранились от средневекового замка. На них изображены гербы местных аристократов и пэров конца XIV — начала XV веков и дана приблизительная дата перестройки деревянного замка в камне.
В настоящее время замок принадлежит благотворительной организации English Heritage, которая управляет историческими памятниками Англии. Об окружающем замом парке заботится общественная организация. Замок и часовня Святой Екатерины XII века являются памятниками архитектуры первой степени и внесены в список памятников древности. В феврале 2016 года было объявлено о планах превратить замок в общественное здание и достопримечательность, устроив в нём кафе и помещения для выставок и мероприятий.